# Schiffssetzung von Lugnaro
Die Ost-West-orientierte Schiffssetzung von Lugnaro (schwedisch Lugnarohögen) bei Hasslöv im Süden der historischen Provinz (schwedisch landskap) Halland wurde 1926 untersucht und restauriert. Die Anlage vom Ende der Bronzezeit (etwa 700 v. Chr.) bestand aus einem 3,75 m hohen Erd- oder Grassodenhügel über einem Steinhügel, der eine acht Meter lange Schiffssetzung bedeckt.
Das Schiff besteht aus hochkant gestellten, nur etwa 40 cm hohen Steinen und hat höhere Stevensteine. Innerhalb der Schiffssetzung lag eine dünne Schicht verbrannter menschlicher Knochen auf dem Boden. 
Ein Grab bestand aus einem Tongefäß, das in einer kleinen Steinkiste unmittelbar außerhalb des Schiffes niedergestellt worden war. Eine Seite der Steinkiste wurde von einem der Relingsteine des Schiffes gebildet. Das Gefäß enthielt verbrannte Knochen und einige Bronzegegenstände, ein Miniaturschwert mit antennenähnlichem Griff, eine Pinzette und einen Pfriem aus der jüngeren Bronzezeit. Die Fundstücke belegen, dass es sich um eine männliche Bestattung handelt.
Das Innere des mit einem Betondach versehenen Grabhügels erreicht man durch ein kleines Gebäude, in dem sich eine Ausstellung über die Anlage befindet.